# Ludność Starachowic

## LudnośćStarachowic
- 1939 – 15 000
- 1946 – 18 569 (spis powszechny)
- 1950 – 24 263 (spis powszechny)
- 1955 – 31 228
- 1960 – 35 603 (spis powszechny)
- 1961 – 37 300
- 1962 – 37 900
- 1963 – 38 100
- 1964 – 38 700
- 1965 – 39 204
- 1966 – 39 900
- 1967 – 40 800
- 1968 – 41 400
- 1969 – 42 200
- 1970 – 43 069 (spis powszechny)
- 1971 – 43 684
- 1972 – 44 400
- 1973 – 44 600
- 1974 – 45 214
- 1975 – 45 924
- 1976 – 46 800
- 1977 – 47 600
- 1978 – 47 400 (spis powszechny)
- 1979 – 48 400
- 1980 – 49 040
- 1981 – 49 769
- 1982 – 50 430
- 1983 – 53 363
- 1984 – 54 325
- 1985 – 54 986
- 1986 – 55 574
- 1987 – 55 963
- 1988 – 55 734 (spis powszechny)
- 1989 – 56 303
- 1990 – 56 569
- 1991 – 56 913
- 1992 – 57 285
- 1993 – 57 299
- 1994 – 57 615
- 1995 – 57 330
- 1996 – 57 525
- 1997 – 57 377
- 1998 – 57 083
- 1999 – 56 863
- 2000 – 55 032
- 2001 – 54 721
- 2002 – 54 464 (spis powszechny)
- 2003 – 54 016
- 2004 – 53 761
- 2005 – 53 337
- 2006 – 52 972
- 2008 – 52 320
- 2011 – 52 088
- 2012 – 51 695
- 2013 – 51 158
- 2014 – 50 679
- 2015 – 50 355
- 2016 – 49 939
- 2017 – 49 513
- 2018 – 48 803
- 2019 – 47 728
- 2020 – 47 638
- 2021 – 46 879

Piramida wieku mieszkańców Starachowic w 2014 roku.

### Migracje
| Województwo docelowe | Mężczyzna | Kobieta | Razem |
| -------------------- | --------- | ------- | ----- |
| Dolnośląskie         | 56        | 56      | 112   |
| Kujawsko-pomorskie   | 4         | 5       | 9     |
| Lubelskie            | 6         | 3       | 9     |
| Lubuskie             | 1         | 1       | 2     |
| Łódzkie              | 57        | 56      | 113   |
| Małopolskie          | 67        | 67      | 134   |
| Mazowieckie          | 100       | 234     | 334   |
| Opolskie             | 6         | 7       | 13    |
| Podkarpackie         | 23        | 23      | 46    |
| Podlaskie            | 2         | –       | 2     |
| Pomorskie            | 23        | 25      | 48    |
| Śląskie              | 34        | 56      | 90    |
| Świętokrzyskie       | 200       | 209     | 409   |
| Warmińsko-mazurskie  | 4         | 5       | 9     |
| Wielkopolskie        | 34        | 56      | 90    |
| Zachodniopomorskie   | 67        | 56      | 123   |
| Razem                | 684       | 859     | 1541  |

## Powierzchnia Starachowic
- 1995 – 31,83 km²
- 2008 – 31,82 km²